# Lingvaj Respondoj

Lingvaj Respondoj est une collection de textes de Louis-Lazare Zamenhof compilée en 1925.